# Ruthiella schlechteri
Ruthiella schlechteri är en klockväxtart som först beskrevs av Friedrich Ludwig Diels, och fick sitt nu gällande namn av Cornelis Gijsbert Gerrit Jan van Steenis. Ruthiella schlechteri ingår i släktet Ruthiella och familjen klockväxter. Inga underarter finns listade i Catalogue of Life.